# كارنوتيت
الكارنوتيت هو معدن أصفر، إشعاعيّ النشاط، يشتمل على اليورانيوم والفاناديوم وعلى مقدار ضئيل من الراديوم.
والمعدن منسوب إلى العالم الفرنسي كارنو M. A. Carnot المتوفى عام 1920 م.